# チャン・ソヨン (女優)
チャン・ソヨン（朝: 장소연、英: Jang So-yeon、1980年1月28日 - ）は、韓国の女優。ソウル特別市江南区新沙洞出身。2001年、映画『子猫をお願い』でデビュー。2018年、ドラマ『よくおごってくれる綺麗なお姉さん』でAPAN Star Awards女性演技賞を受賞。

## 出演

### テレビドラマ
- 白い巨塔（2007年、MBC）- ユ・ミラ役[2]
- トンイ（2010年、MBC）- クモン役
- 10-TEN（朝鮮語版）（2011年 - 2012年、OCN）- イム・ユギョン役
- 妻の資格（朝鮮語版）（2012年、JTBC）- ユン・ミレ役[2]
- 密会（朝鮮語版）（2013年、JTBC）- アン・セジン役[3]
- 風の便りに聞きましたけど！？（朝鮮語版）（2015年、SBS）- ミン・ジュヨン役[3]
- アチアラの秘密（2015年、SBS）- カン・ジュヒ役[4]
- 町の弁護士チョ・ドゥルホ（2016年、KBS2）- チェ・アリム役
- アントラージュ～スターの華麗なる人生～（朝鮮語版）（2016年、tvN）- チョ・テヨン役[5]
- 適齢期惑々ロマンス～お父さんが変！？～（朝鮮語版）（2017年、KBS2）- イ・ボミ役
- ハッピー煉獄レストラン～スイート6ストーリーズ～（2017年、ウェブドラマ）- ソホ役
- あなたが眠っている間に（2017年、SBS）- ト・クムスク役（特別出演）[3]
- よくおごってくれる綺麗なお姉さん（2018年、JTBC）- ソ・ギョンソン役[6]
- 別れが去った～マイ・プレシャス・ワン～（朝鮮語版）（2018年、MBC）- オ・ヨンジ役（特別出演）
- 胸部外科（朝鮮語版）（2018年、SBS）- カン・ウンスク役[7]
- 愛と笑いの大林洞－ビッグ・フォレスト－（朝鮮語版）（2018年、tvN）- ワン・チェオク役
- 真心が届く（2019年、tvN）- ヤン・ウンジ役[8]
- 初対面だけど愛してます（2019年、SBS）- イ・ウルワン役[9]
- ウェルカム2ライフ～君と描いた未来～（朝鮮語版）（2019年、MBC）- パン・ヨンスク役[10]
- 愛の不時着（2019年 - 2020年、tvN）- ヒョン・ミョンスン役[11]
- ザ・ゲーム〜午前0時:愛の鎮魂歌〜（2020年、MBC）- ユ・ジウォン役[12]
- 子どもを探しています（原題）（2021年、JTBC）- カン・ミラ役[13]

### 映画
- 子猫をお願い（2001年）- クレジットなし
- 欲望（朝鮮語版）（2004年）- ソヨン役
- スーパースター★カム・サヨン（2004年）- ホボンの妻役
- 悪い息子（原題：나쁜 아들）（2004年）- 天使役
- レッド・アイ～幽霊列車～（朝鮮語版）（2005年）- ジュミ役
- 拍手する時に去れ（朝鮮語版）（2005年）- 参考人役
- 親知らず（朝鮮語版）（2005年）- 救急救命室看護師役
- 走れ、バラ（朝鮮語版）（2006年）- 花束を渡す女性役
- 約束（2006年）- ハナ院の同僚1役
- ミスター・ロビンの口説き方（朝鮮語版）（2006年）- 女性職員役
- 止められない結婚（朝鮮語版）（2007年）- 通訳士役
- 正しく生きよう（2007年）- 記者2役
- インナー・サークル・ライン（朝鮮語版）（2008年）
- クロッシング（2008年）- 脱北女3役
- 軌道（朝鮮語版）（2008年）- ヒャンスク役
- 素晴らしい一日（2008年）- ウンジョン役
- リサーチ（朝鮮語版）（2008年）
- 彼とわたしの漂流日記（2009年）- キム・ソングンの恋人役
- 地球で暮らす方法（朝鮮語版）（2009年）- セア役
- 19-Nineteen（朝鮮語版）（2009年）- ユ・ウネ役
- 哀しき獣（2010年）- ホテルスタッフ役
- 月明りを追って（朝鮮語版）（2010年）
- 逮捕王（朝鮮語版）（2011年）- YTN記者役
- ヘッド（朝鮮語版）（2011年）- ペク・チョンの妻役
- トガニ 幼き瞳の告発（2011年）- 手話通訳士役
- ファイティングファミリー（朝鮮語版）（2012年）
- 家族シネマ（朝鮮語版）（2012年）- アルム役
- 猫（朝鮮語版）（2013年）
- 22年目の記憶（2014年）- 療養所看護師役
- 薬売り（朝鮮語版）（2015年）- ミラン役
- ベテラン（2015年）- 運転手の妻役
- 哭声/コクソン（2016年）- 妻役[14]
- 偽りの隣人（朝鮮語版）（2017年）- パク主務官役
- 家族（朝鮮語版）（2018年）- エシム役[15]
- 上流階級（朝鮮語版）（2018年）- チョ・ヨンソン検事役
- コントロール（原題：컨트롤）（2018年）- ユ検事役
- 嫉妬の歴史（朝鮮語版）（2019年）- ジンスク役[7]
- 最も普通の恋愛（朝鮮語版）（2019年）- チャン・ミヨン役[16]
- 新感染半島 ファイナル・ステージ（2020年）- ジョンソクの姉役

### 舞台
- ニューボーイングボーイング（2005年）
- ホンド（2014年）
- アパルトマン（2017年、LGアートセンター）

### テレビ番組
- 黄金漁場 ラジオスター（朝鮮語版）（2015年7月8日、MBC）
- 覆面歌王（朝鮮語版）（2015年8月23日・30日、MBC）
- 1対100（朝鮮語版）（2015年8月25日、KBS2）
- ハッピートゥゲザー（朝鮮語版）（2017年3月2日、KBS2）[17]
- 人生酒場（朝鮮語版）（2018年6月28日、tvN）
- 部屋の隅1列（朝鮮語版）（2018年6月29日、JTBC）
- 撮るなら何する？（朝鮮語版）（2019年10月5日、MBC）
- スミのおかず（朝鮮語版）（2020年3月4日、tvN）[18]

## 受賞歴
| 年度   | 賞                    | 部門                                   | 作品                                | 結果       | 備考  |
| ------ | --------------------- | -------------------------------------- | ----------------------------------- | ---------- | ----- |
| 2015年 | SBS演技大賞           | ミニシリーズ部門女性特別演技賞         | アチアラの秘密                      | ノミネート |       |
| 2018年 | 第6回APAN Star Awards | 女性演技賞                             | よくおごってくれる綺麗なお姉さん    | 受賞       | [ 1 ] |
| 2019年 | MBC演技大賞           | 月火/特別企画ドラマ部門 女性優秀演技賞 | ウェルカム2ライフ～君と描いた未来～ | ノミネート |       |